# Dudeștii Noi
Dudeștii Noi es una comuna ubicada en el distrito de Timiș, Rumania.

## Superficie
Posee una superficie de 53,93 kilómetros cuadrados.

## Demografía
Hasta 2021 la población era de 3665 habitantes, con una densidad de población de 67,96 habitantes por kilómetro cuadrado.